# Alessio Ascalesi
Alessio Ascalesi (Casalnuovo, 22 ottobre 1872 – Napoli, 11 maggio 1952) è stato un cardinale e arcivescovo cattolico italiano nominato da papa Benedetto XV.

## Biografia

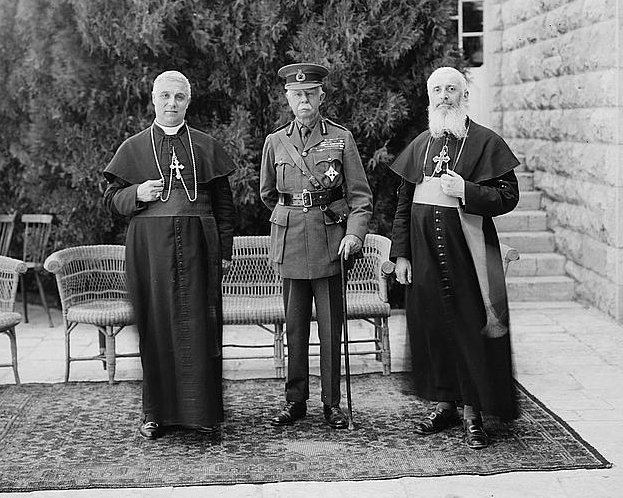
Il cardinale Ascalesi (a sinistra) con il feldmaresciallo britannico Herbert Plumer, I visconte Plumer e il patriarca latino di Gerusalemme, Luigi Barlassina. Fotografia scattata a Gerusalemme nel 1926.

Nacque a Casalnuovo (oggi comune di Casalnuovo di Napoli, all'epoca borgata del comune di Afragola che si chiamava Arcora) il 22 ottobre 1872, studiò presso il seminario di Spoleto e fu ordinato sacerdote della Congregazione dei Missionari del Preziosissimo Sangue l'8 giugno 1895.
Dopo essere stato per alcuni anni amatissimo parroco priore a Montefalco (Pg), dove fino alla fine dei suoi giorni amava recarsi per raccoglimento spirituale e ristoro, il 29 aprile 1909 fu nominato vescovo di Muro Lucano e, il 19 giugno 1911, trasferito alla sede di Sant'Agata de' Goti.
Il 9 dicembre 1915 fu promosso arcivescovo di Benevento.
Papa Benedetto XV lo elevò al rango di cardinale nel concistoro del 4 dicembre 1916. Al momento della nomina e fino alla creazione del cardinale Alfredo Ildefonso Schuster, ad opera di Pio XI, fu il porporato italiano più giovane.
Il 7 marzo 1924 fu promosso arcivescovo di Napoli. Per poter meglio occuparsi degli affari religiosi della città, gli fu affidato un segretario particolare, il monsignor Giuseppe Gennaro Antonio Torre (Napoli, 4 febbraio 1894 - Napoli, Chiaia 24 febbraio 1955. Parroco della chiesa di San Giuseppe a Chiaia).
Intorno agli anni 30 divenne cardinale protettore della Confraternita dell'Immacolata di Casarano perorando, presso la Sacra Congregazione Concistoriale, la causa per l'elevazione del sodalizio ad arciconfraternita. 
Morì l'11 maggio 1952 all'età di 79 anni; il suo corpo riposa nella basilica dell'Incoronata Madre del Buon Consiglio a Capodimonte.
A Napoli gli sono intitolati l'Ospedale Ascalesi e il seminario maggiore arcivescovile. Una strada porta il suo nome a Roma e a Casalnuovo. A San Marco dei Cavoti (Bn), una lapide ricorda il suo soggiorno presso il nobiliare palazzo Jelardi.

## Genealogia episcopale e successione apostolica
La genealogia episcopale è:
- Cardinale Scipione Rebiba
- Cardinale Giulio Antonio Santori
- Cardinale Girolamo Bernerio, O.P.
- Arcivescovo Galeazzo Sanvitale
- Cardinale Ludovico Ludovisi
- Cardinale Luigi Caetani
- Cardinale Ulderico Carpegna
- Cardinale Paluzzo Paluzzi Altieri degli Albertoni
- Papa Benedetto XIII
- Papa Benedetto XIV
- Papa Clemente XIII
- Cardinale Marcantonio Colonna
- Cardinale Giacinto Sigismondo Gerdil, B.
- Cardinale Giulio Maria della Somaglia
- Cardinale Carlo Odescalchi, S.I.
- Cardinale Costantino Patrizi Naro
- Cardinale Serafino Vannutelli
- Cardinale Domenico Serafini, Cong.Subl. O.S.B.
- Cardinale Alessio Ascalesi, C.PP.S.

La successione apostolica è:
- Arcivescovo Giuseppe Lojacono (1919)
- Arcivescovo Pasquale Mores (1920)
- Vescovo Salvatore Meo (1926)
- Vescovo Gregorio Diamare, O.S.B. (1928)
- Vescovo Giuseppe Placido Maria Nicolini, O.S.B. (1928)
- Vescovo Pasquale Dell'Isola (1928)
- Vescovo Ernesto de Laurentiis (1929)
- Vescovo Luigi Noviello (1930)
- Vescovo Giovanni Capobianco (1933)
- Cardinale Alfonso Castaldo (1934)
- Arcivescovo Carlo Falcinelli (1934)
- Vescovo Bartolomeo Mangino (1937)
- Vescovo Innocenzo Alfredo Russo, O.F.M. (1937)
- Vescovo Giuseppe Maria Palatucci, O.F.M.Conv. (1937)
- Vescovo Alfonso Ferrandina (1938)
- Vescovo Gennaro Fenizia (1938)
- Vescovo Gaetano De Cicco (1939)
- Arcivescovo Giuseppe De Nicola (1941)
- Vescovo Aurelio Marena (1946)
- Vescovo Pasquale Quaremba (1947)
- Arcivescovo Reginaldo Giuseppe Maria Addazi, O.P. (1948)